# Септимій Север
Божественний Лу́цій Септи́мій Севе́р (лат. Lucius Septimius Severus; 11 квітня 146 — 4 лютого 211) — 21-й римський імператор з 9 квітня 193 до 4 лютого 211.

## Життєпис
Був вихідцем із римської провінції Африка. Син Публія Септимія Гети та Фульвії Пії. Народився в місті Лептіс Великий (лат. Leptis Magna). Його сестра Септимія Октавілла ледве розмовляла латиною, тому, коли Север став імператором і вона прибула до брата, той просто вислав її з Риму, щоб вона не псувала імператорської репутації. Освіту Септимій Север отримував і вдома, і в Римі. Став сенатором завдяки зусиллям імператора Марка Аврелія.
Пізніше Север отримав управління Бетікою, Сардинією і Сицилією. У 190 році став консулом, у наступному році став командувачем придунайських легіонів, розквартированих у Паннонії.
Після вбивства імператора Пертінакса преторіанцями в 193 році Север був проголошений вірними йому військами імператором. Однак у Римі преторіанці буквально розіграли аукціон за імператорський трон і посадили на нього заможного римлянина Дідія Юліана. Север зараз же закликав до покійного Пертінакса і, наслідуючи приклад своїх попередників, додав до свого імені його ім'я (Imperator Lucius Septimius Severus Pertinax Augustus). Після цього він повів свої легіони на Італію, яка здалася Септимію без опору — виявилося, що в Юліана просто не вистачало грошей, щоб заплатити за престол, і він був скинутий Сенатом, після чого страчений. У боротьбі з самозванцем Юліаном Септимій Север спирався на підтримку двох інших конкурентів на престол, Песценнія Нігера в Сирії на сході та Клодія Септимія Альбіна в Британії на заході.
Вступивши до Риму, Септимій Север був змушений повернути зброю проти своїх партнерів. У підсумку Север розпустив небезпечних преторіанців, організувавши замість них гвардію з добірних солдатів різних легіонів, переважно з Дакії, Мезії та Іллірії. Аби знищити Нігера, що уклав договір з парфянами, Север усиновив Альбіна в 194 році, зробивши його головнокомандувачем військ у Британії, Галлії та Іспанії й своїм співправителем. Нігер зазнав цілої низки поразок й остаточно був розбитий при Іссі. Поки воєначальники Севера оточували залишки військ Нігера у Візантії (що здалися 196 року), сам імператор виступив проти Парфії й, повторивши похід Траяна, повернув Аравію та Месопотамію Римській імперії.

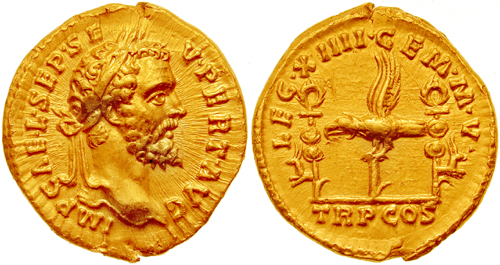
Ауреус Септимія Севера

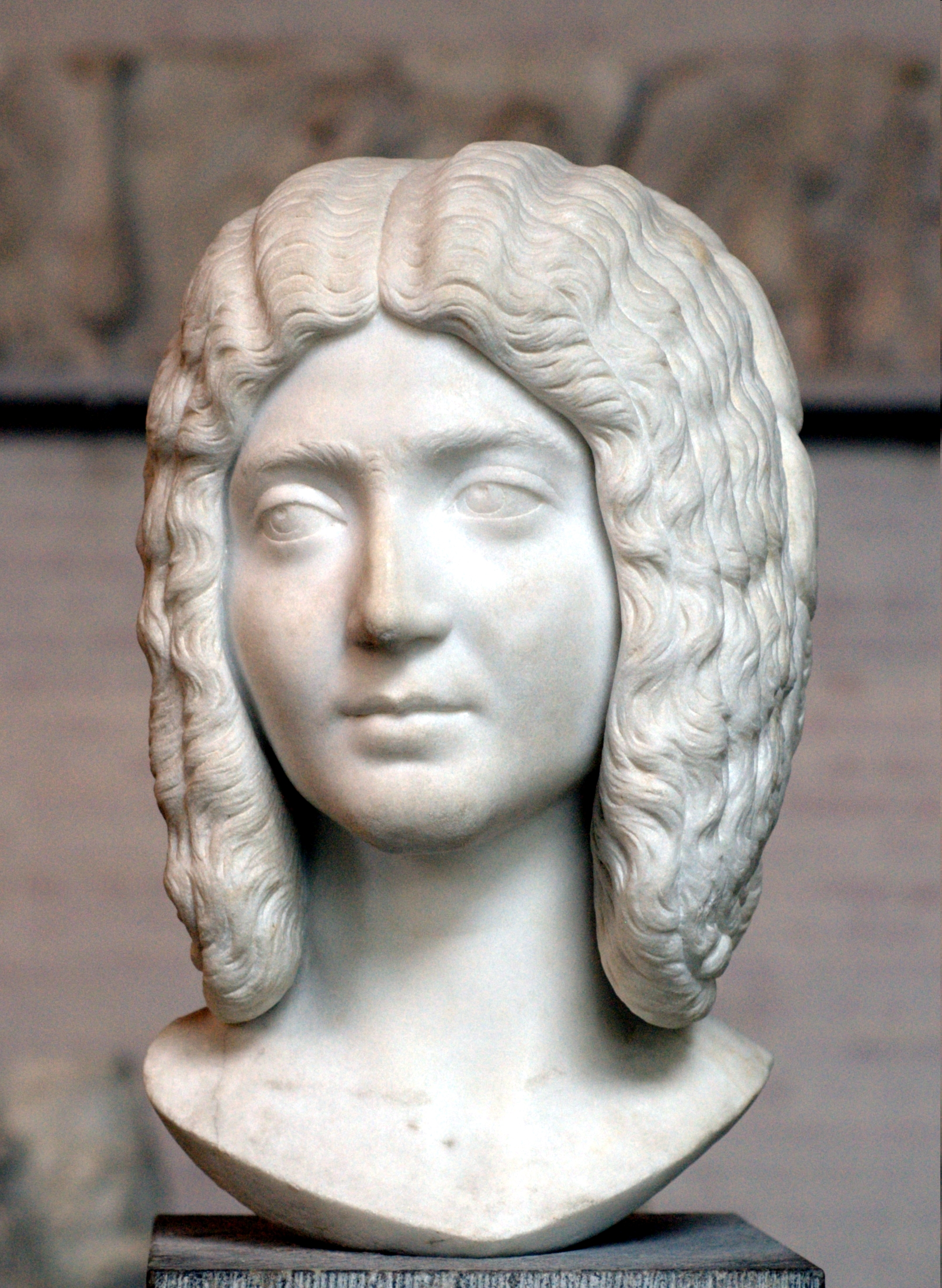
Юлія Домна — дружина Септимія Севера

Щоб закріпити за своєю родиною престолонаслідування, Север оголосив себе сином Марка Аврелія та братом Коммода, a своєму синові Бассіану Каракаллі дав ім'я Марка Аврелія Антоніна. Альбін був уже не потрібний імператору, тому був змушений за підтримки Сенату проголосити Севера позбавленим влади. Однак у битві при Лугдунумі (Ліоні) в лютому 197 року Север зі 100-тисячною армією вщент розбив свого супротивника і став одноосібним правителем. Лугдунум було віддано на розграбування. Звільнившись від усіх суперників, імператор почав другий похід проти парфян, у ході якого він узяв Селевкію і Ктезифон, столицю Аршакідів.
Майже 18-річне правління Септімія Севера ознаменувалося цілою низкою важливих внутрішніх реформ, що значно просунули вперед перехід від принципату до єдиновладдя. Головною опорою імператора була армія, тому її платню було збільшено, центуріони були зараховані до стану вершників, ветерани отримали різні привілеї, а солдатам було дозволено одружуватися під час служби. Імператор привертав до себе народ грандіозними іграми та подарунками.

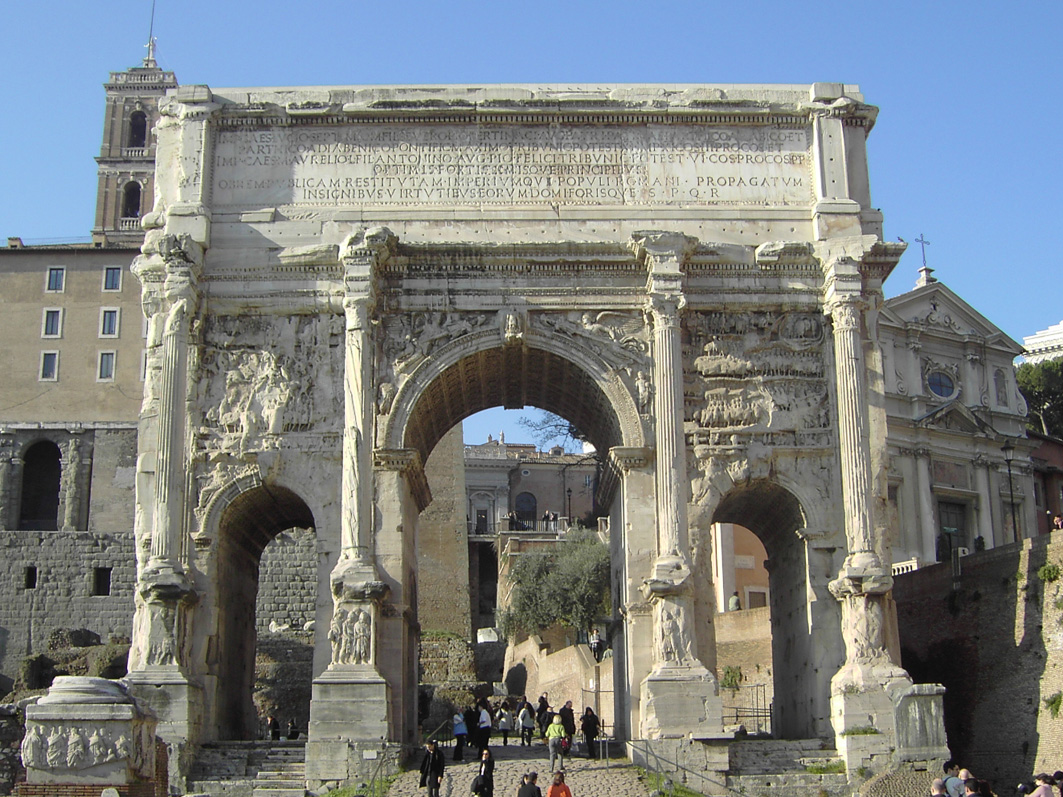
Тріумфальна арка Септимія Севера

Негативною стороною його правління було те, що права Сенату були порушені після повстання Альбіна. Крім того, було збільшено податки, що пригнічувало економічну активність, посилилася мілітаризація держави.
За часів Севера була зроблена перша топографічна зйомка Риму, фрагменти якої дійшли до нас. Він збільшив Рим і прикрасив його різними чудовими будівлями. Як провінціал Септимій був особливо прихильний до провінцій; його любов'ю користувалися переважно Дакія, Африка та Схід. Септимій Север намагався зрівняти Італію з іншими. Щоб уникнути небезпеки надто великого скупчення військ в одному місці, він розділив великі провінції на округи. У часи правління Септимія Севера відбувалися масові переслідування християн. Останню свою війну Север вів у Британії, де переміг каледонців та відновив Адріанів вал. Однак місцевий клімат загострив його давні хвороби, і Север помер у Йорку (Ебораку) в лютому 211 року. Септимія Севера було зараховано до богів; прах імператора був перевезений його синами до Риму.